# Zirklerite
La zirklerite è un minerale.